# Olympische Sommerspiele 1932/Teilnehmer (Tschechoslowakei)
| Gelbes Symbol für Goldmedaillen mit stilisierten Olympischen Ringen | Graues Symbol für Silbermedaillen mit stilisierten Olympischen Ringen | Braundes Symbol für Bronzemedaillen mit stilisierten Olympischen Ringen |
| ------------------------------------------------------------------- | --------------------------------------------------------------------- | ----------------------------------------------------------------------- |
| 1                                                                   | 2                                                                     | 1                                                                       |

Die Tschechoslowakei nahm an den Olympischen Sommerspielen 1932 in Los Angeles mit einer Delegation von 25 männlichen Athleten an 14 Wettkämpfen in vier Wettbewerben teil. Sieben Athleten nahmen an Sportwettbewerben teil, die übrigen 18 waren Teilnehmer an den Kunstwettbewerben.
Die tschechoslowakischen Sportler gewannen einmal Gold, zweimal Silber und einmal Bronze. Jaroslav Skobla wurde im Schwergewicht des Gewichthebens der einzige tschechoslowakische Olympiasieger, während Gewichtheber Václav Pšenička senior im Schwergewicht und Ringer Josef Urban im griechisch-römischen Stil im Schwergewicht jeweils Silber gewannen. Die Bronzemedaille sicherte sich Leichtathlet František Douda im Kugelstoßen.

## Teilnehmer nach Sportarten

### Gewichtheben
- Jaroslav Skobla
Schwergewicht: Gold
- Václav Pšenička senior
Schwergewicht: Silber

### Kunstwettbewerbe
- Olga Žák
- Ludvík Vacátko
- Max Švabinský
- Hugo Siegmüller
- Antonín Odehnal
- Josef Mařatka
- Karel Lidický
- Antonín Landa
- Karel Kopp
- Jan Kavan
- František Hoplíček
- Harriet Folkman
- Alois Dryák
- Josef Drahoňovský
- Miroslav Bedřich Böhnel
- Ferdinand Balcárek
- Jakub Obrovský
- Josef Suk

### Leichtathletik
- Oskar Hekš
Marathon: 8. Platz

- Andrej Engel
100 m: Vorläufe
200 m: Vorläufe

- František Douda
Kugelstoßen: Bronze 
Diskuswurf: 15. Platz

### Ringen
griechisch-römisch
- Jindřich Maudr
Federgewicht: Wettkampf nicht beendet

- Josef Urban
Schwergewicht: Silber